# جيري د. بيج
جيري د. بيج (بالإنجليزية: Jerry D. Page)‏ هو ضابط أمريكي، ولد في 27 فبراير 1915 في مانيلا في الفلبين، وتوفي في 19 مارس 1989.